# Monfalcone
Monfalcone (en friülà, Monfalcon, en eslovè, Tržič) és un municipi italià, situat a la regió del Friül – Venècia Júlia i a la província de Gorizia. L'any 2007 tenia 27.885 habitants. Limita amb els municipis de Doberdò del Lago, Duino-Aurisina (Devin Nabrežina) (TS), Ronchi dei Legionari i Staranzano.

## Administració
| Període   | Identitat             | Partit            |
| --------- | --------------------- | ----------------- |
| 2004-2011 | Gianfranco Pizzolitto | L'Unione          |
| 2011-     | Silvia Altran         | Partit Democràtic |